# إنغريد هافنر
إنغريد هافنر (بالإنجليزية: Ingrid Hafner) هي ممثلة بريطانية، ولدت في 13 نوفمبر 1936 في لندن في المملكة المتحدة، وتوفيت في 20 مايو 1994 في باركشير في المملكة المتحدة بسبب تصلب جانبي ضموري.

## وصلات خارجية
- إنغريد هافنر على موقع IMDb (الإنجليزية)
- إنغريد هافنر على موقع قاعدة بيانات الفيلم (الإنجليزية)